# 甘耀明
甘 耀明（カン・ヤオミン、かん ようめい、1972年2月29日 - ）は、台湾の小説家。

## 経歴
苗栗県獅潭郷生まれ、客家人。6歳の時に苗栗市に引っ越す。祖母の実家が漢人と原住民が雑居する村だったので子供のころ祖母から原住民の民間説話や神話をよく聞かされてたという。東海大学中国文学部卒業、国立東華大学大学院創作・英語研究科修了。東海大学在学中に小説を書き始め、その後苗栗の地方紙の記者をしながら小説を書きためていた。1999年、「吊死猫」で台湾省文学賞短編小説佳作賞を受賞。2002年「神秘列車」で寶島文学賞審査員賞など、6篇が文学賞を続けて受賞し、2003年に初めての短篇小説集『神秘列車』を刊行。「新郷土文学」のホープとして活躍し、2005年、中短篇小説集『水鬼學校和失去媽媽的水獺』で「中国時報」年間ベストテン賞、中篇小説「匪神」で呉濁流文学賞、2006年「香豬」で林栄三文学賞を受賞。2009年、長篇小説『鬼殺し』で「中国時報」年間ベストテン賞、台北国際ブックフェア小説部門大賞などを受賞。2021年、『真の人間になる』を刊行、金鼎賞、聯合報文学大賞、台北国際ブックフェア大賞、Openbook 好書賞、紅楼夢賞最優秀賞を受賞。

## 作品

### 短篇小説集
- 『神秘列車』2003年（日本語訳『神秘列車』白水社 白水紀子訳 2015年）
- 『水鬼學校和失去媽媽的水獺』2005年
- 『喪禮上的故事』2010年

### 長編小説
- 『殺鬼』2009年（日本語訳『鬼殺し 上下』白水社 白水紀子訳 2016年）
- 『邦查女孩』2015年
- 『冬將軍來的夏天』2017年（日本語訳『冬将軍が来た夏』白水社 白水紀子訳  2018年）
- 『成為真正的人』2021年（日本語訳『真の人間になる 上下』 白水社 白水紀子訳 2023年）